# Elektrostatisches Einheitensystem
Das elektrostatische Einheitensystem (kurz ESU für electrostatic units, deutsch esE für elektrostatische Einheiten) ist ein physikalisches Einheitensystem, das auf dem CGS-System der Mechanik aufbaut und dieses um elektromagnetische Einheiten ergänzt.  Das Gaußsche Einheitensystem ist eine Mischung aus dem esE und dem elektromagnetischen Einheitensystem (emE); in seiner Reinform wird das esE nicht mehr verwendet.

## Definition
Das elektrostatische Einheitensystem basiert auf der weitestgehenden Vereinfachung des Coulomb-Gesetzes der Elektrostatik, welche die Kraft {\displaystyle F} zwischen zwei elektrischen Ladungen {\displaystyle q_{1}} und {\displaystyle q_{2}} in Abhängigkeit von ihrem Abstand {\displaystyle r} bestimmt:
{\displaystyle F=k_{\mathrm {C} }{\frac {q_{1}q_{2}}{r^{2}}}}
Die Coulomb-Konstante {\displaystyle k_{\mathrm {C} }} ist im elektrostatischen Einheitensystem gleich der Zahl Eins. 
Die Maßeinheit für die Kraft ist in allen Varianten des CGS-Systems das Dyn: 1 dyn = 1 g · cm/s2, Abstände werden in cm gemessen. Die elektrostatische Ladungseineheit Statcoulomb (statC), auch Franklin (Fr) genannt, ist also so definiert, dass zwei Ladungen von 1 statC im Abstand von 1 cm eine Kraft von 1 dyn erfahren. 
Somit gilt 
{\displaystyle 1\,\mathrm {statC} =1\;{\sqrt {\mathrm {dyn} }}\cdot \mathrm {cm} =1\;{\sqrt {\mathrm {g} \cdot \mathrm {cm} ^{3}}}\cdot \mathrm {s} ^{-1}}
Die so definierte Einheit Statcoulomb wird auch im Gaußschen Einheitensystem verwendet.
Die Konstante {\displaystyle k_{\mathrm {C} }} hat im elektromagnetischen CGS-System (emE) den Wert {\displaystyle k_{\mathrm {C} }=1/c^{2}} und im SI-System den Wert {\displaystyle k_{\mathrm {C} }=1/(4\pi \varepsilon _{0})}. Dabei ist {\displaystyle c} die Lichtgeschwindigkeit im Vakuum und {\displaystyle \varepsilon _{0}} die elektrische Feldkonstante. Die Einheiten haben also je nach System unterschiedliche Dimensionen.

## [esu] als Platzhalter
In Rechnungen im cgs-System wird die Abkürzung [esu] als Platzhalter für eine konkrete Einheit verwendet. Dabei wird esu oft in eckige Klammern gesetzt, um nicht mit einer konkreten Einheit verwechselt zu werden.
Zum Beispiel gilt
- für die elektrische Ladung: {\displaystyle 1~[{\rm {esu}}]=1~{\sqrt {\rm {dyn}}}~{\rm {cm}}=1~{\rm {statC}}}
- für die elektrische Stromstärke:  {\displaystyle 1~[{\rm {esu}}]=1~{\sqrt {\rm {dyn}}}~{\rm {cm/s}}=1~{\rm {statA}}}
- für die elektrische Kapazität:  {\displaystyle 1~[{\rm {esu}}]=1~{\rm {cm}}}

Siehe auch die folgende Tabelle.

## Vergleich mit anderen Einheitensystemen
| Größe                              | Größe | SI-Einheit  | SI-Einheit | Konversion in CGS-Einheiten | Konversion in CGS-Einheiten | Konversion in CGS-Einheiten | Konversion in CGS-Einheiten | Konversion in CGS-Einheiten | Konversion in CGS-Einheiten | in Basiseinheiten | in Basiseinheiten |
| Größe                              | Größe | SI-Einheit  | SI-Einheit | esE                         | esE                         | Gauß                        | Gauß                        | emE                         | emE                         | SI                | Gauß              |
| ---------------------------------- | ----- | ----------- | ---------- | --------------------------- | --------------------------- | --------------------------- | --------------------------- | --------------------------- | --------------------------- | ----------------- | ----------------- |
| elektr. Ladung                     | Q     | Coulomb (C) | = A·s      | 3·109                       | 3·109                       | statC (Fr)                  | statC (Fr)                  | 10−1                        | abC                         | A·s               | g1/2·cm3/2·s−1    |
| elektr. Stromstärke                | I     | Ampere (A)  | = C/s      | 3·109                       | 3·109                       | statA                       | statA                       | 10−1                        | abA (Bi)                    | A                 | g1/2·cm3/2·s−2    |
| elektr. Spannung                   | U     | Volt (V)    | = W/A      | 1⁄3·10−2                    | 1⁄3·10−2                    | statV                       | statV                       | 108                         | abV                         | kg·m2·s−3·A−1     | g1/2·cm1/2·s−1    |
| elektr. Feldstärke                 | E     | V/m         | = N/C      | 1⁄3·10−4                    | 1⁄3·10−4                    | statV/cm                    | statV/cm                    | 106                         | abV/cm                      | kg·m·s−3·A−1      | g1/2·cm−1/2·s−1   |
| elektr. Flussdichte                | D     | C/m2        | C/m2       | 4π·3·105                    | 4π·3·105                    | statC/cm2                   | statC/cm2                   | 4π·10−5                     | abC/cm2                     | A·s·m−2           | g1/2·cm−1/2·s−1   |
| elektr. Polarisation               | P     | C/m2        | C/m2       | 3·105                       | 3·105                       | statC/cm2                   | statC/cm2                   | 10−5                        | abC/cm2                     | A·s·m−2           | g1/2·cm−1/2·s−1   |
| elektr. Dipolmoment                | p     | C·m         | C·m        | 3·1011                      | 3·1011                      | statC·cm                    | statC·cm                    | 101                         | abC·cm                      | A·s·m             | g1/2·cm5/2·s−1    |
| elektr. Widerstand                 | R     | Ohm (Ω)     | = V/A      | 1⁄9·10−11                   | 1⁄9·10−11                   | s/cm                        | s/cm                        | 109                         | abΩ                         | kg·m2·s−3·A−2     | cm−1·s            |
| elektr. Leitwert                   | G     | Siemens (S) | = 1/Ω      | 9·1011                      | 9·1011                      | cm/s                        | cm/s                        | 10−9                        | s/cm                        | kg−1·m−2·s3·A2    | cm·s−1            |
| spezifischer elektr. Widerstand    | ρ     | Ω·m         | Ω·m        | 1⁄9·10−9                    | 1⁄9·10−9                    | s                           | s                           | 1011                        | abΩ·cm                      | kg·m3·s−3·A−2     | s                 |
| elektr. Kapazität                  | C     | Farad (F)   | = C/V      | 9·1011                      | 9·1011                      | cm                          | cm                          | 10−9                        | abF                         | kg−1·m−2·s4·A2    | cm                |
| Induktivität                       | L     | Henry (H)   | = Wb/A     | 1⁄9·10−11                   | 1⁄9·10−11                   | statH                       | statH                       | 109                         | abH (cm)                    | kg·m2·s−2·A−2     | cm−1·s2           |
| magn. Flussdichte                  | B     | Tesla (T)   | = Wb/m2    | 1⁄3·10−6                    | statT                       | 104                         | 104                         | G                           | G                           | kg·s−2·A−1        | g1/2·cm−1/2·s−1   |
| magn. Fluss                        | Φ     | Weber (Wb)  | = V·s      | 1⁄3·10−2                    | statT·cm2                   | 108                         | 108                         | G·cm2 (Mx)                  | G·cm2 (Mx)                  | kg·m2·s−2·A−1     | g1/2·cm3/2·s−1    |
| magn. Feldstärke                   | H     | A/m         | A/m        | 4π·3·107                    | statA/cm                    | 4π·10−3                     | 4π·10−3                     | Oe                          | Oe                          | A·m−1             | g1/2·cm−1/2·s−1   |
| Magnetisierung                     | M     | A/m         | A/m        | 3·107                       | statA/cm                    | 10−3                        | 10−3                        | Oe                          | Oe                          | A·m−1             | g1/2·cm−1/2·s−1   |
| magn. Spannung, magn. Durchflutung | Vm Θ  | Ampere (A)  | Ampere (A) | 4π·3·109                    | statA                       | 4π·10−1                     | 4π·10−1                     | Oe·cm (Gb)                  | Oe·cm (Gb)                  | A                 | g1/2·cm1/2·s−1    |
| magn. Dipolmoment                  | m     | A·m2        | = J/T      | 3·1013                      | statA·cm2                   | 103                         | 103                         | abA·cm2 (= erg/G)           | abA·cm2 (= erg/G)           | m2·A              | g1/2·cm5/2·s−1    |

Die Einheiten des esE und emE unterscheiden sich um den Faktor c bzw. c2, wobei c = 2,998…·1010 cm/s (hier gerundet auf 3·1010) die Lichtgeschwindigkeit ist.